# Rafael Silva (cyclisme)
Pour les articles homonymes, voir Rafael Silva et Silva.
Magalhães Silva est un nom portugais ; le premier nom de famille (d'usage facultatif) est Magalhães et le second est Silva.
Rafael Jorge Magalhães Silva (né le 14 novembre 1990 à Vila Nova de Gaia) est un coureur cycliste portugais.

## Biographie
Il met un terme à sa carrière cycliste à l'issue de la saison 2023.

## Palmarès et résultats

### Palmarès sur route
- 2011
  - 1re étape du Grand Prix Abimota (contre-la-montre par équipes)
- 2012
  - Circuito Festas de Lousada
  - Tour du Portugal de l'Avenir :
    - Classement général
    - 3e et 5e étapes

  - Criterium Festas de O Porriño
  - Grand Prix de la ville de Vigo I
  - 2e du Grand Prix de la ville de Vigo II
  - 3e du championnat du Portugal sur route espoirs
- 2013
  - Mémorial Bruno Neves
  - 1re et 3e étapes du Tour du Portugal de l'Avenir
  - 2e de la Volta a Albergaria
- 2014
  - Tour des Terres de Santa Maria da Feira :
    - Classement général
    - 3e étape (contre-la-montre par équipes)

  - 2e de la Volta à Bairrada
  - 2e du Circuito do Restaurante Alpendre
  - 2e du Circuito da Póvoa de Varzim
  - 3e de la Prova de Abertura
  - 3e du Grand Prix de Mortágua
  - 3e du Circuito de São Bernardo
  - 3e du Circuito da Moita
  - 3e de la Taça Nacional de Circuitos
  - 3e du Circuito de Viseu
- 2015
  - 2e du Circuit de Nafarros
- 2016
  - Circuito de São Bernardo
  - 3e de la Clássica da Primavera
  - 3e du Circuito da Moita
- 2017
  - 3e du Circuit de Malveira
- 2018
  - 1re et 3ea étapes du Grand Prix Jornal de Notícias
  -  Médaillé de bronze de la course en ligne des Jeux méditerranéens
  - 3e des 12 Voltas à Gafa
- 2019
  - Volta a Albergaria
  - 2e de la Clássica da Primavera
  - 2e du Circuito Póvoa da Galega
  - 3e du Circuit de Malveira
  - 3e de la Rota da Filigrana
- 2020
  - 2e de la Clássica da Primavera
- 2021
  - 2e étape du Grand Prix Abimota
  - 2e du Mémorial Bruno Neves
  - 2e du Grande Prémio Anicolor
  - 3e de la Prova de Abertura
- 2022
  - 1re étape de la Clássica Ribeiro da Silva
  - 2e de la Clássica da Primavera
  - 3e de la Clássica Ribeiro da Silva
  - 3e du Grand Prix Abimota
- 2023
  - 3e étape du Grande Prémio O Jogo
  - 3e de la Prova de Abertura

### Classements mondiaux
| Année                                 | 2015 | 2016  | 2017  | 2018  | 2019  | 2020 | 2021  | 2022  | 2023  |
| ------------------------------------- | ---- | ----- | ----- | ----- | ----- | ---- | ----- | ----- | ----- |
| Classement mondial                    |      | 1801e | 2046e | 2306e | 2229e | 982e | 2301e | 2511e | 2290e |
| UCI Europe Tour                       | 838e | 1195e | 1314e | 1543e | 1434e | 768e | 1534e | 1535e | nc    |
|                                       |      |       |       |       |       |      |       |       |       |
| Légende : nc = non classéSource : UCI |      |       |       |       |       |      |       |       |       |

### Palmarès sur piste

#### Championnats nationaux
- 2011
  -  Champion du Portugal de poursuite par équipes espoirs (avec João Correia, José Gonçalves et Fábio Silvestre)
  - 3e du championnat du Portugal de course aux points espoirs
- 2012
  - 3e du championnat du Portugal de course aux points espoirs
- 2017
  - 3e du championnat du Portugal de course aux points